# Arystarch Kaszkurewicz
Arystarch Kaszkurewicz (ur. 12 lutego 1912 w Słucku, zm. 8 kwietnia 1989 w São Paulo) – polski malarz i witrażysta tworzący w Brazylii.

## Życiorys
Studiował prawo na Uniwersytecie Lwowskim, po ukończeniu nauki w 1936 rozpoczął kurs malarstwa. Podczas II wojny światowej został ciężko ranny, stracił obie dłonie i lewe oko, mimo tego po 1945 kontynuował naukę sztuk pięknych w Niemczech i nauczył się dziewięciu języków obcych. Będąc inwalidą nauczył się tworzyć malowidła ścienne i witraże. Było to możliwe ponieważ stworzył sobie narzędzia pracy, które zastępowały mu utracone dłonie. Zaraz po ukończeniu studiów rozpoczęły się próby sprowadzenia Artystarcha Kaszkurewicza do Brazylii, aby odtworzył witraże i mozaiki w Casa Conrad Sorgenicht. Ówczesne władze były przeciwne osiedlaniu w kraju osób niepełnosprawnych, pozwolenie na przyjazd Arystarcha Kaszkurewicza wydał sam prezydent Getulio Vargas. Po przyjeździe zamieszkał w São Paulo i postanowił poświęcić się sztuce sakralnej i tworzyć witraże. Stworzył witraże w dwudziestu ośmiu świątyniach, najsłynniejsze znajdują się w kościele pw. św. Rity w Campinas. Pozostałe powstały w świątyniach w Americana, Jundiaí, Santo André, Itatiba, Itatiaia, Cuiabá, Passo Fundo, Erechim, Fortaleza, Rio de Janeiro i São Paulo. Tworzył również malowidła ścienne i mozaiki, z których największą jest złożona z 300 000 elementów w Salezjańskim Liceum Ogólnokształcącym, przedstawia Matkę Boską Nieustającej Pomocy. Był twórcą nieznanym z imienia i nazwiska, unikał rozgłosu. Zmarł w 1989 na atak serca, w 2004 syn Eugeniusz razem z dziennikarzem Raquaelem Bueno Campinasem napisał biografię ojca pt. „Artystarch – Architekt Boga” /Arystarch, o arquiteto dos deuses/.